# Luke Cutts

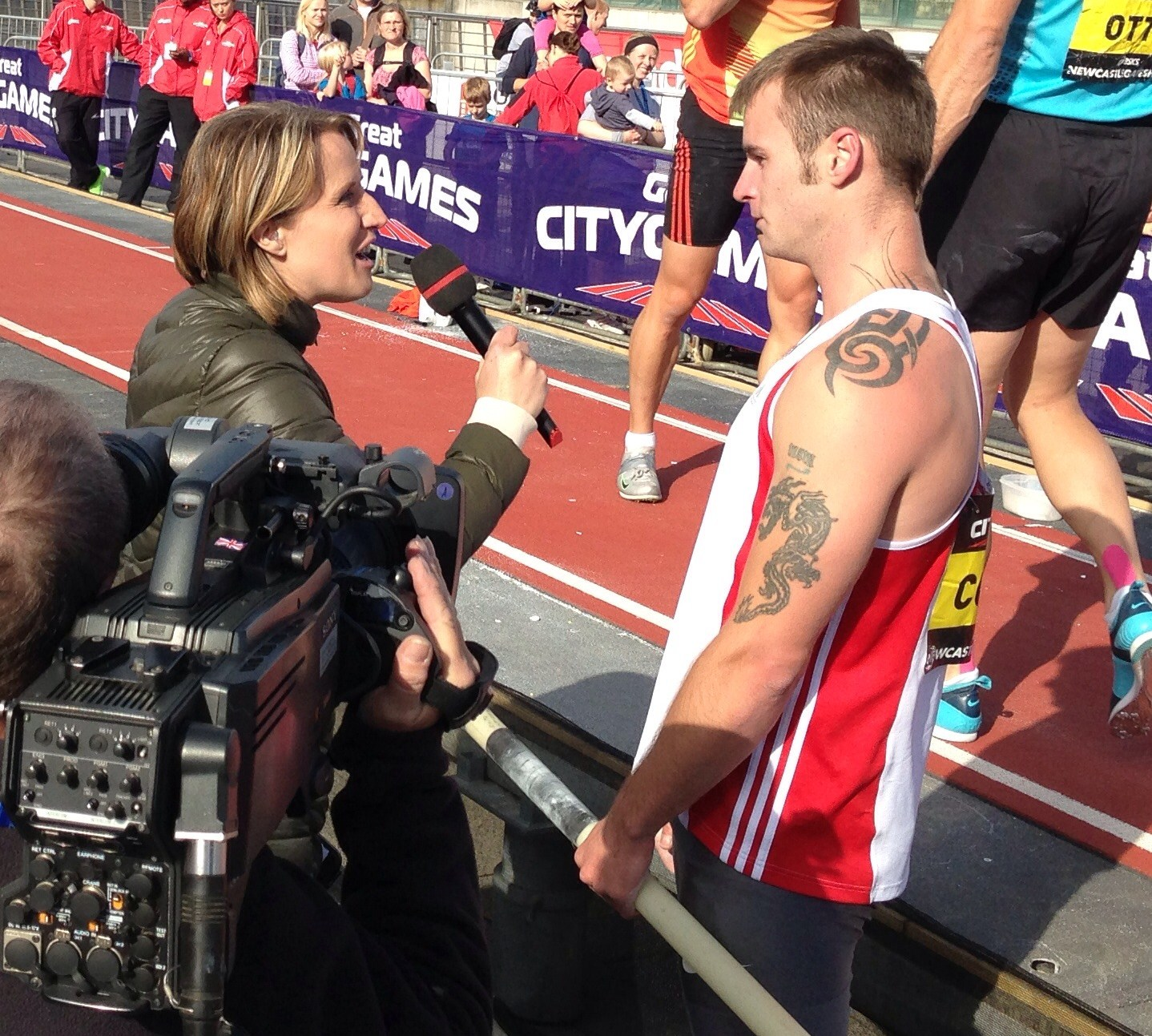
Luke Cutts im Jahr 2013 im Interview mit Katherine Merry (BBC Sport) bei den Gateshead Great City Games

Luke Arron Cutts (* 13. Februar 1988 in Thurnscoe) ist ein britischer Stabhochspringer.

## Sportliche Laufbahn
Erste internationale Erfahrungen sammelte Luke Cutts bei den Juniorenweltmeisterschaften 2006 in Peking, bei denen er mit 5,30 m den neunten Platz belegte. 2007 gelang ihm bei den Junioreneuropameisterschaften in Hengelo in der Qualifikation kein gültiger Versuch. 2009 gewann er bei den U23-Europameisterschaften in Kaunas mit 5,60 m die Silbermedaille hinter dem Deutschen Raphael Holzdeppe.
Zudem qualifizierte er sich erstmals für die Weltmeisterschaften in Berlin, bei denen er mit 5,40 m in der Qualifikation ausschied. Bei den Commonwealth Games 2010 in Neu-Delhi gelang ihm für England startend kein gültiger Versuch.
2014 wurde er bei den Hallenweltmeisterschaften in Sopot mit 5,65 m Achter, gewann mit 5,55 m Silber bei den Commonwealth Games in Glasgow hinter seinem Landsmann Steven Lewis und scheiterte bei den Europameisterschaften in Zürich mit 5,30 m in der Qualifikation. Zwei Jahre später nahm er erneut an den Europameisterschaften in Amsterdam teil, qualifizierte sich dort aber mit 5,35 m erneut nicht für das Finale. Daraufhin folgte die Teilnahme an den Olympischen Spielen in Rio de Janeiro, bei denen er mit 5,45 m ebenfalls in der Qualifikation ausschied. 2018 nahm er erneut an den Commonwealth Games im australischen Gold Coast teil und gewann dort mit 5,45 m die Bronzemedaille.
2009 und 2013 sowie 2016 und 2017 wurde er Britischer Meister im Freien und zwischen 2014 und 2017 in der Halle.

## Persönliche Bestleistungen
- Stabhochsprung (Freiluft): 5,70 m, 27. Juli 2013 in London
- Stabhochsprung (Halle): 5,83 m, 25. Januar 2014 in Rouen (Britischer Rekord)

Anmerkung zur Hallenbestmarke:

Inzwischen werden nach IAAF Rule 260.2 – Anmerkung 2 – in Verbindung mit IAAF Rule 260.13 in der Halle erzielte Rekorde als absolute Rekorde anerkannt.